# Fernand Vácha
Fernand Vácha, vlastním jménem Ferdinand Vácha (20. října 1903 Paříž, Francie – 1978 Praha, Československo), byl český malíř, filmový a divadelní kostymér. Na kostymérském kontě má 51 filmů.

## Život
Ferdinand Vácha se narodil v Paříži. Zde pomáhal svému otci s portrétováním představitelů šlechtických rodů. Čtyři roky studoval na École des Beaux-Arts v Nantes. Ve 20 (nebo 21) letech z Paříže odešel do Prahy. V letech 1924–1928 studoval na Akademii výtvárných umění v Praze pod Maxem Švabinským.  
Svou dlouhou kariéru v české kinematografii zahájil v roce 1939, když navrhl „titulní“ historický kostým pro film Dívka v modrém režiséra Otakara Vávry, s nímž opakovaně spolupracoval i později.

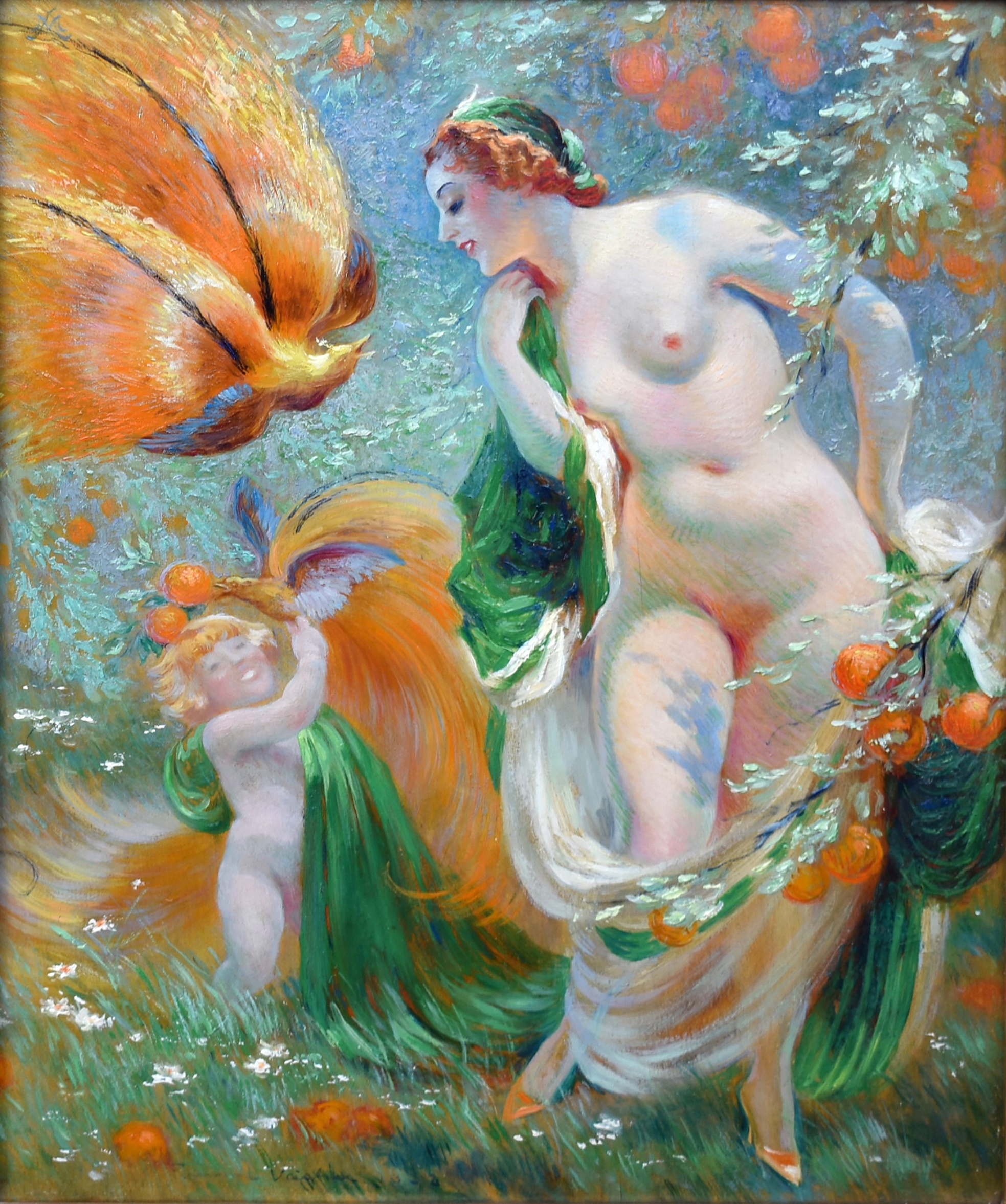
Zlaté rajky

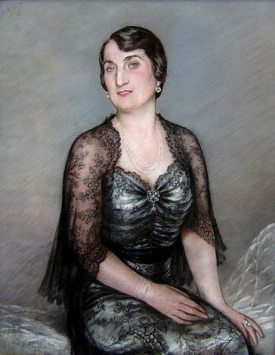
Vácha Fernand – Portrét Ludmily Procházkové

## Rodina
Jeho otcem byl český akademický malíř Rudolf Vácha.

## Filmografie (výběr)
- 1940 Babička (režie: František Čáp)
- 1941 Noční motýl (režie: František Čáp)
- 1951 Mikoláš Aleš (režie: Václav Krška)
- 1953 Měsíc nad řekou (režie: Václav Krška)
- 1954 Jan Hus (režie: Otakar Vávra)
- 1955 Jan Žižka (režie: Otakar Vávra)
- 1955 Hudba z Marsu (režie: Ján Kadár a Elmar Klos)
- 1964 Limonádový Joe aneb Koňská opera (režie: Oldřich Lipský)
- 1970 Radúz a Mahulena (režie: Petr Weigl)
- 1971 Babička (režie: Antonín Moskalyk)
- 1971 Černý vlk (režie: Stanislav Černý)
- 1976 Paleta lásky (režie: Josef Mach)